# Lautrec
Lautrec – miejscowość i gmina we Francji, w regionie Oksytania, w departamencie Tarn.
Według danych na rok 1990 gminę zamieszkiwało 1527 osób, a gęstość zaludnienia wynosiła 28 osób/km² (wśród 3020 gmin regionu Midi-Pireneje Lautrec plasuje się na 233. miejscu pod względem liczby ludności, natomiast pod względem powierzchni na miejscu 77.).